# Ізюмський повіт
Ізюмський повіт — адміністративно-територіальна одиниця Харківської губернії з центром у місті Ізюм, створений 1780 року.

## Географія
Ізюмський повіт розташовувався на півдні Харківської губернії; межував з Зміївським, Куп'янським, Старобільським повітами Харківської губернії та Бахмутським та Павлоградським повітами Катеринославської губернії.

Мапа Ізюмського повіту. Друга половина ХІХ століття

### Склад повіту
- 41 волость
- 2 міста:
- повітове Ізюм із передмістями Наддонецький хутір, слободами Гнідівка, Гончарівка, Пимонівка, Піски, хуторами Вепрецький, Донецький, Карандик, Каштибівка
- заштатне Слов'янськ із селами Богларівка, Бумаківка, хутором Тамицин